# ТЕМПУС
ТЕМПУС (енгл. TEMPUS - Trans-European Mobility Scheme for University Studies) је програм помоћи Европске уније земљама западног Балкана, Заједници независних држава и Монголији у спровођењу реформи у области система високог образовања. Програм ТЕМПУС финансира се средствима из програма КАРДС за земље западног Балкана, односно из програма ТАЦИС за земље ЗНД и Монголије и представља део општег програма помоћи Европске уније привредном и друштвеном реструктурирању ових држава. Србија и Црна Гора учествује у програму ТЕМПУС од децембра 2000. године.